# Райнгольд Зальцведель
Райнгольд Зальцведель (нім. Reinhold Saltzwedel; 23 листопада 1889, Розенберг — 2 грудня 1917, Ла-Манш) — німецький офіцер-підводник, оберлейтенант-цур-зее. Десятий за результативністю підводник Першої світової війни. Кавалер ордена Pour le Mérite.

## Біографія
Син пастора. 1 квітня 1908 року вступив в кайзерліхмаріне. Учасник Першої світової війни, ад'ютант лінкора «Імператор». В травні 1915 року вступив в училище підводників, після закінчення якого був призначений у підводну флотилію «Фландрія». З 13 січня по 18 червня 1916 року — командир підводного човна SM UB-10, з 14 по 26 червня 1916 року — SM UC-10, з 12 по 20 серпня 1916 року — SM UC-11, з 15 вересня 1916 по 9 червня 1917 року — SM UC-21, з 19 червня по 13 вересня 1917 року — SM UC-71, з 18 вересня 1917 року — SM UB-81. 2 грудня 1917 року човен напоровся на підводну міну і затонув. 6 членів екіпажу вціліли, 29 (включаючи Зальцведеля) загинули.
Всього за час бойових дій потопив 111 кораблів водотоннажністю 172 824 тонни і пошкодив 10 кораблів водотоннажністю 17 131 тонна.

## Звання
- Морський кадет (1 квітня 1908)
- Фенріх-цур-зее (10 квітня 1909)
- Лейтенант-цур-зее (27 вересня 1911)
- Оберлейтенант-цур-зее (19 вересня 1914)

## Нагороди
- Залізний хрест 2-го і 1-го класу
- Королівський орден дому Гогенцоллернів, лицарський хрест з мечами (29 березня 1917)
- Pour le Mérite (20 серпня 1917)

## Вшанування пам'яті
В 1936 році іменем Зальцведеля була названа флотилія підводних човнів.